# Hrvatska stranka prava (1919.)
Hrvatska stranka prava bila je nacionalna, suverenistička i republikanska hrvatska stranka u Kraljevstvu/Kraljevini Srba, Hrvata i Slovenaca (1919. – 1929.)

## Povijest stranke
Kada je u novoosnovanom Kraljevstvu Srba, Hrvata i Slovenaca bilo zatraženo da se sve nekadašnje stranke iz Austro-Ugarske raspuste, Stranačko vijeće Čiste stranke prava odbilo je prijedlog o raspuštanju te je ujedno odlučilo da se Čista stranka prava ujedini s dijelom starčevićanaca i ostatcima ostalih pravaša razočaranih ujedinjenjem i novonastalom državom. Nova i opet jedinstvena stranka prava nazvala se je Hrvatska stranka prava. Bila je sljednica nauka Ante Starčevića o slobodnoj Hrvatskoj i hrvatskome državnom pravu te nije ni u kojem pogledu, bilo političkom, bilo ideološkom, imala nikakvu svezu s Hrvatskom strankom prava, koja je djelovala od 1903. do 1918. i koja je, iako pravna sljednica nekadašnje Stranke prava (1861. – 1903.), bila jugoslavenski usmjerena i zajedno sa srpskim političkim snagama dovela do južnoslavenskog ujedinjenja, mimo volje hrvatskog naroda i bez odluke Hrvatskog sabora.
Za predsjednika stranke izabran je dr. Vladimir Prebeg, a za tajnika dr. Ante Pavelić, odvjetnik i budući predsjednik stranke te kasniji ustaški poglavnik. Izrađen je i novi program i prihvaćen 1. ožujka 1919. godine, u Zagrebu, a poznat je pod nazivom Republikanski program Hrvatske stranke prava. U programu je sasvim jasno rečeno da hrvatski narod ne prihvaća srbijanski jaram umjesto austrougarskoga, već nastavlja svoju borbu za samostalnu i suverenu državu Hrvatsku. Za razliku od HPSS-a, HSP ne samo da je odbijao način i sam čin ujedinjenja, već je zastupao koncepciju potpuno neovisne hrvatske države, pod čim se podrazumijeva, na temelju hrvatskoga državnog prava i prava na narodno samoodređenje, ujedinjenje svih hrvatskih zemalja u slobodnu i neovisnu državu Hrvatsku.
Kao ni HPSS, ni HSP nije sudjelovao u radu Privremenoga narodnog predstavništva. HSP nije tamo bio ni pozvan, zbog čega je, i inače ne priznavajući to predstavničko tijelo, uputio prosvjed. Radi ostvarivanja svojih ciljeva HSP je surađivao s Hrvatskim komitetom u Beču, čiji su članovi bili nekadašnji austrougarski časnici, a koji je bio povezan s habsburgofilskim legitimistima, koji su željeli obnovu habsburške monarhije. Za vezu s tim Komitetom su beogradske vlasti optuživale i Stjepana Radića. Stoga su i HPSS i HSP bili izloženi represiji beogradskog režima.
Stranka je dvaput ušla u stranačke predizborne koalicije: u Hrvatski blok (1921.) s HRSS-om i HZ-om te Hrvatski blok (1927.) s HFSS-om. Na parlamentarnim izborima 1927. godine, Ante Pavelić je izabran, zajedno s Antom Trumbićem iz HFSS-a, za zastupnika u beogradskoj skupštini, na zajedničkoj listi Hrvatskog bloka. U svojim govorima u skupštini istupio je protiv velikosrpske politike i izjašnjavao se za hrvatsku samostalnost i neovisnost. Poslije atentata na prvake Hrvatske seljačke stranke 1928., pristupa Seljačko-demokratskoj koaliciji.
Ante Pavelić je u tajnosti, 1927. godine, u Rimu, izaslaniku talijanske vlade Robertu Davanzatiju predao promemoriju, sastavljenu od dr. Ivice Franka (sina pravaškog čelnika dr. Josipa Franka), u kojoj se Italiji nudi suradnja na rušenju Kraljevine SHS. U skladu s tim, u promemoriji se očituje očekivanje talijanske pomoći u uspostavi i zaštiti neovisne hrvatske države te se iznosi spremnost na političke, teritorijalne, gospodarske i vojne prilagodbe talijanskim interesima, što je prilično odudaralo od programa HSP-a i pravaških uvjerenja, stavova i djelovanja. Unutar stranke posebno se je pak posvetio radu s mladeži, pa je potaknuo listove Starčević i Kvaternik. Organizira i list Hrvatski domobran, s programom ostvarenja samostalne hrvatske države, a 1. listopada 1929. osniva istoimenu organizaciju ("Hrvatski domobran") za borbene akcije. 
Najuži Pavelićev suradnik bio je Mile Budak. Budak surađuje u pravaškim stranačkim novinama, koje izlaze sljedećim redom: Hrvatska misao, tjednik, od 19. lipnja 1920. do 28. ožujka 1923.; dnevnik Pravaš, od 1. travnja 1923. do 14. siječnja 1924.; dnevnik Hrvatska misao, od 23. siječnja do 22. srpnja 1924., te, konačno, dnevnik, kratko vrijeme, a onda tjednik Hrvatsko pravo, od 16. kolovoza 1924. do 1932. Bez sumnje, u svim tim novinama ima Budakove suradnje, a najviše u dnevnicima Hrvatska misao i Hrvatsko pravo, kojima je bio urednikom. Od 1924. do 1929. izlazio je i godišnjak (kalendar).
Neki od istaknutijih pravaša bili su Milan Šufflay i Stipe Javor, obojica kasnije šikanirani i zatvarani, a nakraju i ubijeni od režima.
Rad stranke zabranjen je 6. siječnja 1929., uvođenjem Šestosiječanjske diktature. Jedan dio članova stranke odlazi u emigraciju, pod vodstvom Ante Pavelića, koji je osnovao Ustaše – Hrvatsku revolucionarnu organizaciju.

## Unutarnje poveznice
- Stranka prava
- Velika Hrvatska
- Ustaški pokret
- Hrvatska stranka prava